# Monte Agnello
Il monte Agnello è una montagna delle Alpi alta 2.357 m. Si trova nel gruppo del Latemar, nelle Dolomiti della val di Fiemme. Il monte Agnello segna il confine tra il comune di Tesero (Tiézer) e quello di Predazzo (Pardàc).

## Percorsi

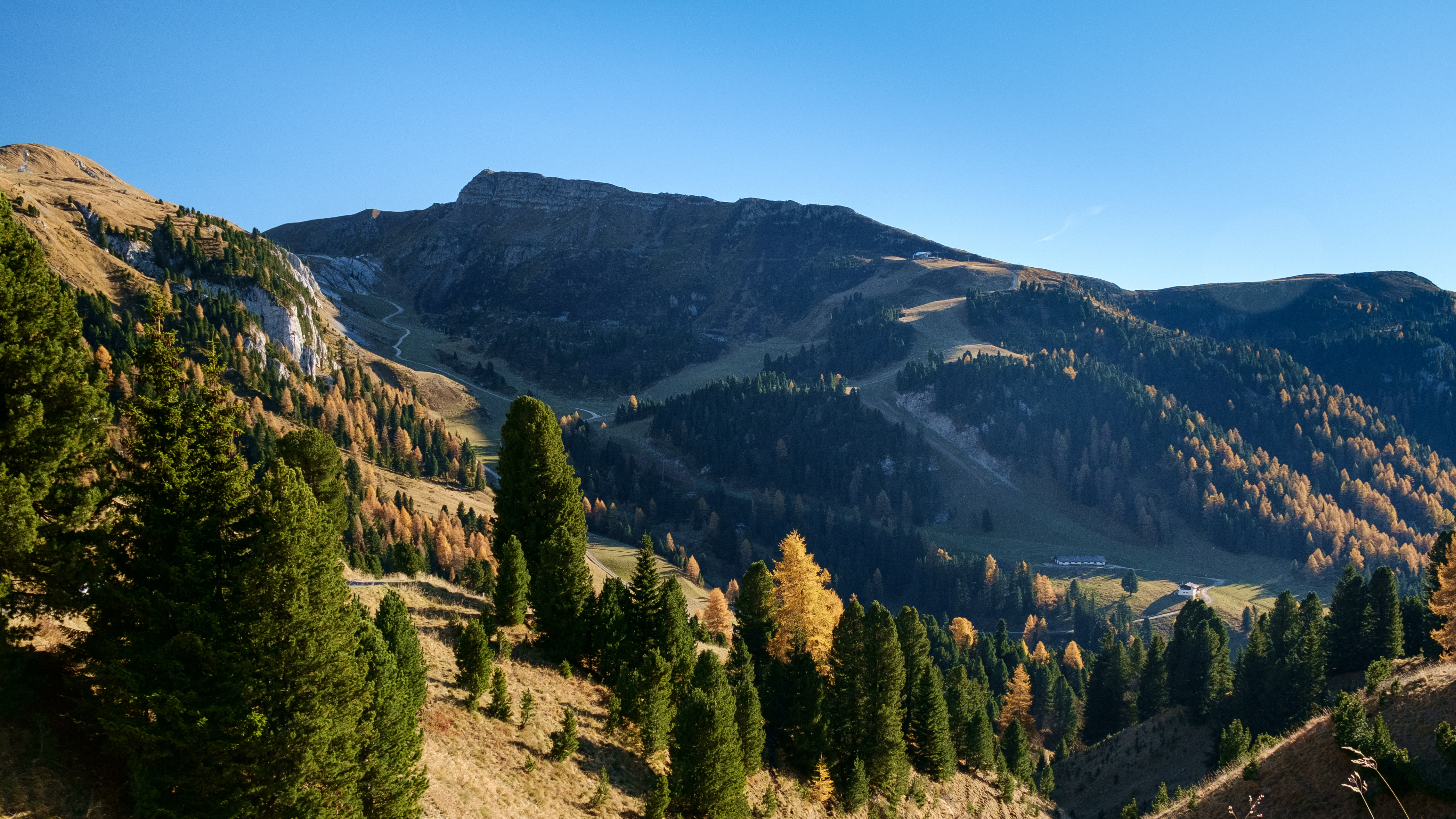
Monte Agnello

Per arrivare sulla cima a piedi si può partire sia da Tesero, a 1000 m che da Predazzo, a 1018 m.
Da Tesero si prosegue verso nord per la Val di Stava dopodiché si arriva in località Pampeago (1757 m). Da Pampeago si prosegue poi verso sudest fino ad arrivare alla Piana della Tresca (2100 m), luogo ideale per l'accampamento con tende. Da lì si arriva in poche decine di minuti sulla cima del monte Agnello.
Da Predazzo si procede verso nord in direzione baita Gardonè quindi verso Passo Feudo e Piana della Tresca.
L'itinerario è di media difficoltà, molto interessante.

## Ponti radio
Sulla cima del monte Agnello si trova il ripetitore radioamatoriale RU7 gestito dai radioamatori della val di Fiemme insieme al ripetitore del soccorso alpino gestito dagli stessi. Pochi metri più in basso si trova invece il ponte ripetitore dei vigili del fuoco della valle di Fiemme. Dopo il monte Cermis il monte Agnello è uno dei luoghi più strategici dove allocare ponti ripetitori.

## Il toponimo

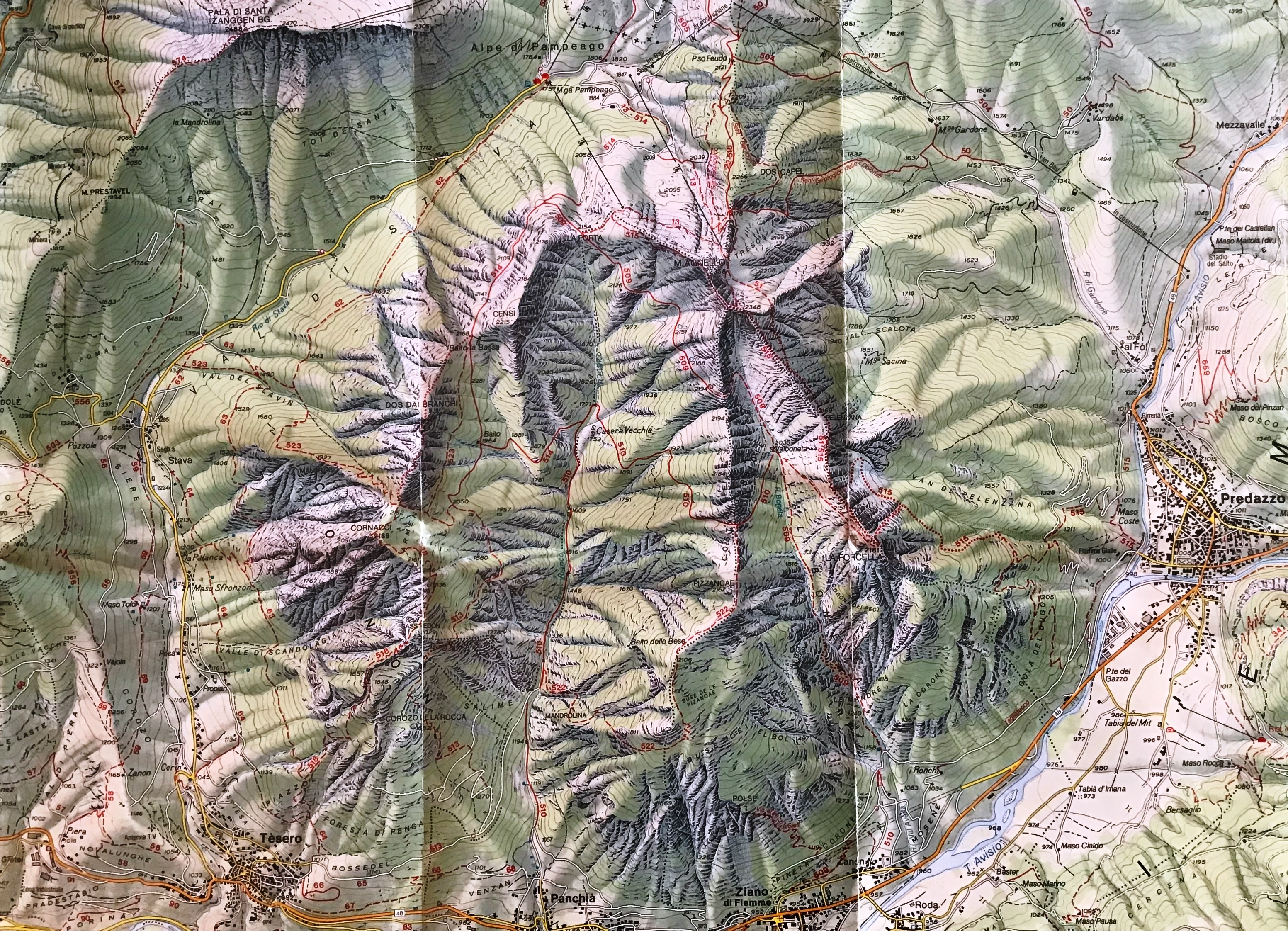
Il Gruppo dell'Agnello in una cartina degli anni 80

Il nome risulta doppiamente motivato: la cima, vista da determinate prospettive, assomiglia al muso di un agnello, mentre l'intero gruppo montuoso, visto dall'alto, sembra rappresentare un agnello sdraiato che dorme; ad est della linea Stava-Tesero è identificabile la testa.